# Gymnasium und Realgymnasium Stubenbastei

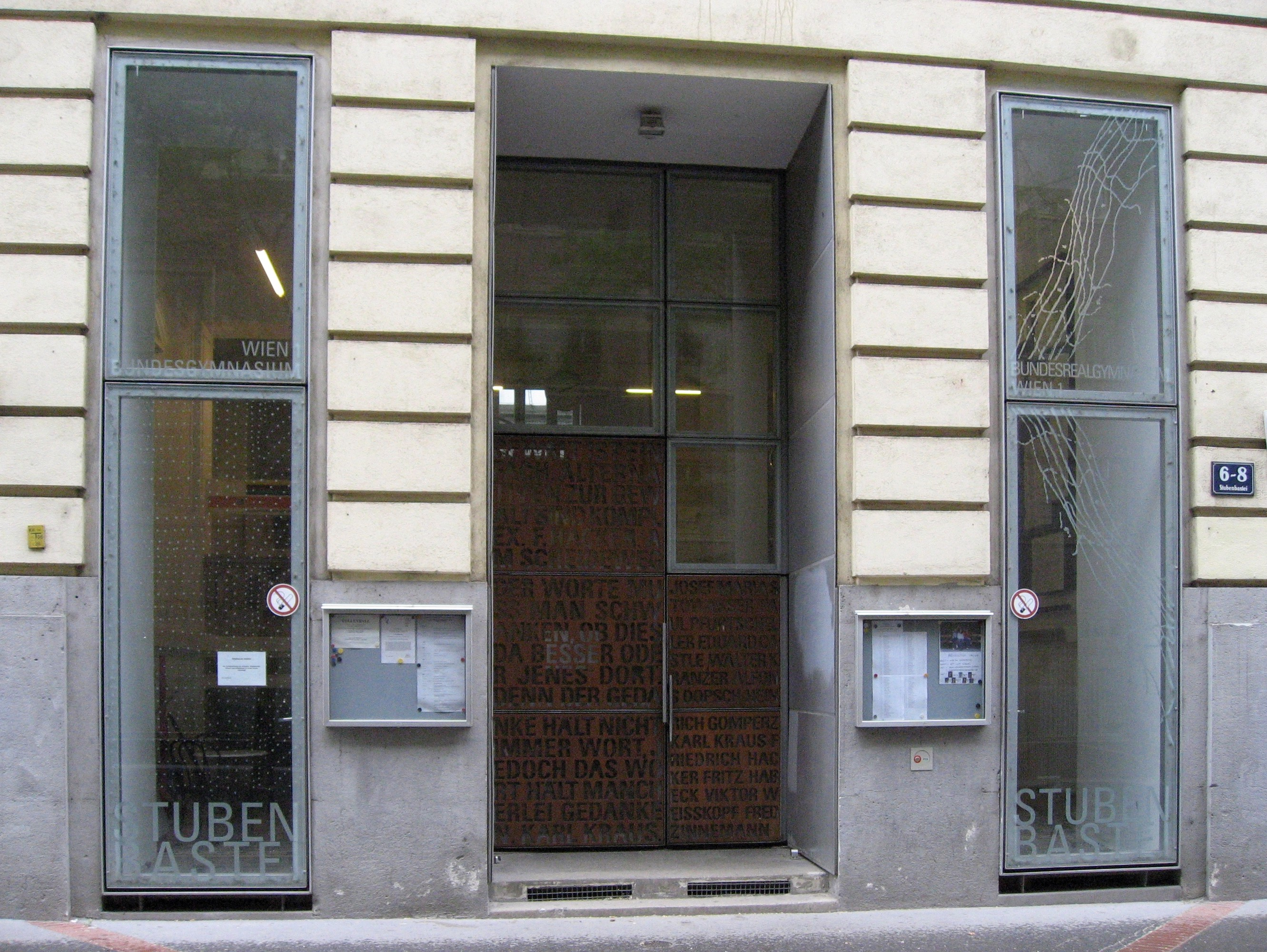
Auf der Glastür befinden sich die Namen bekannter ehemaliger Schüler und Lehrer

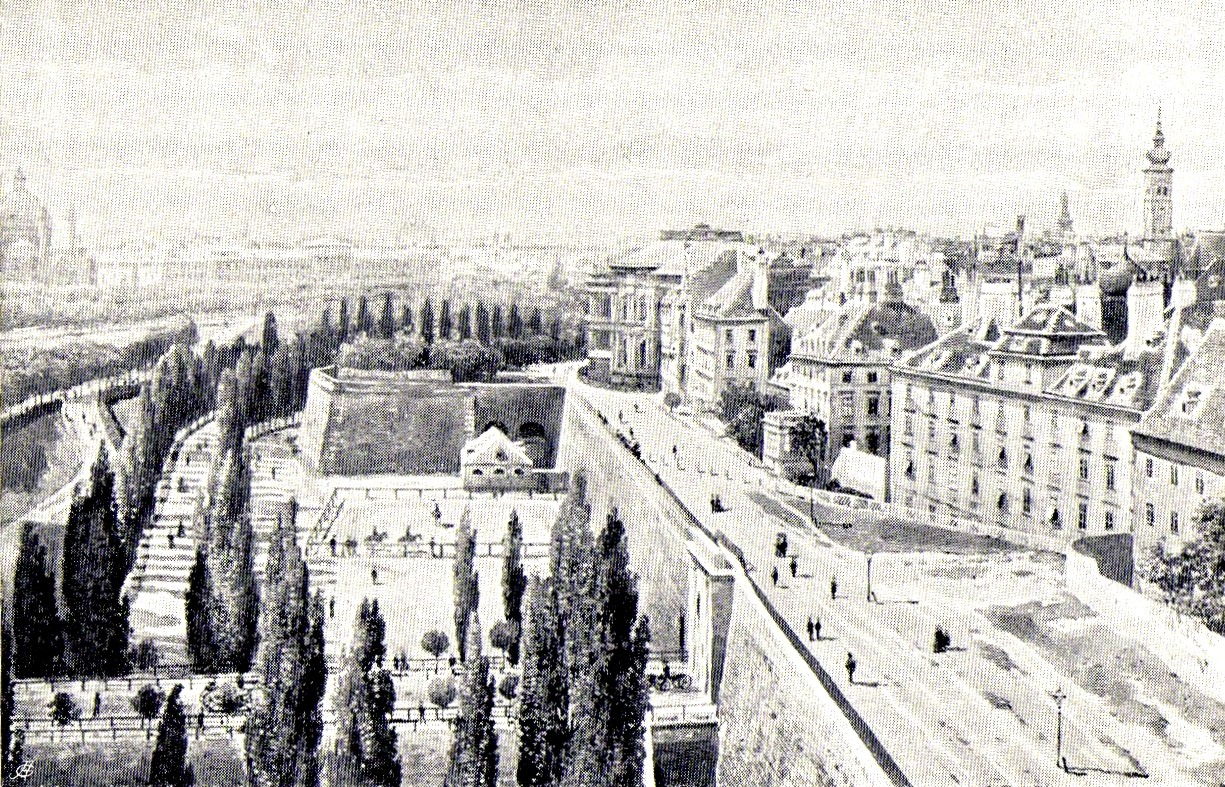
Ansicht Stubentor Blickrichtung Braunbastei mit daraufgebautem Palais Coburg – Situation vor Abriss der Basteien 1858. Bei den kleinen Häusern dazwischen wo die Bäume sichtbar sind, ist etwa der heutige Schulstandort

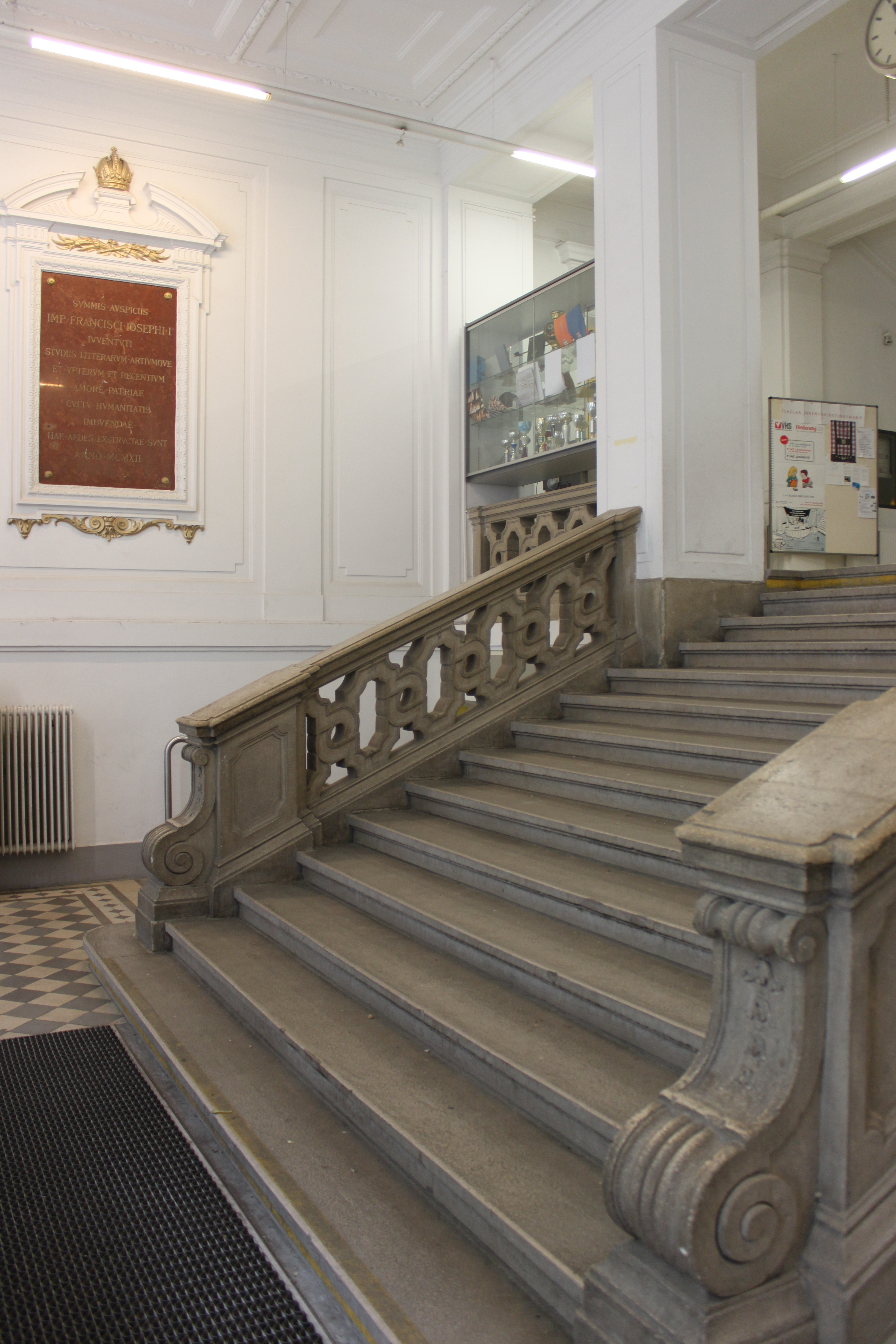
Eingangsbereich innen

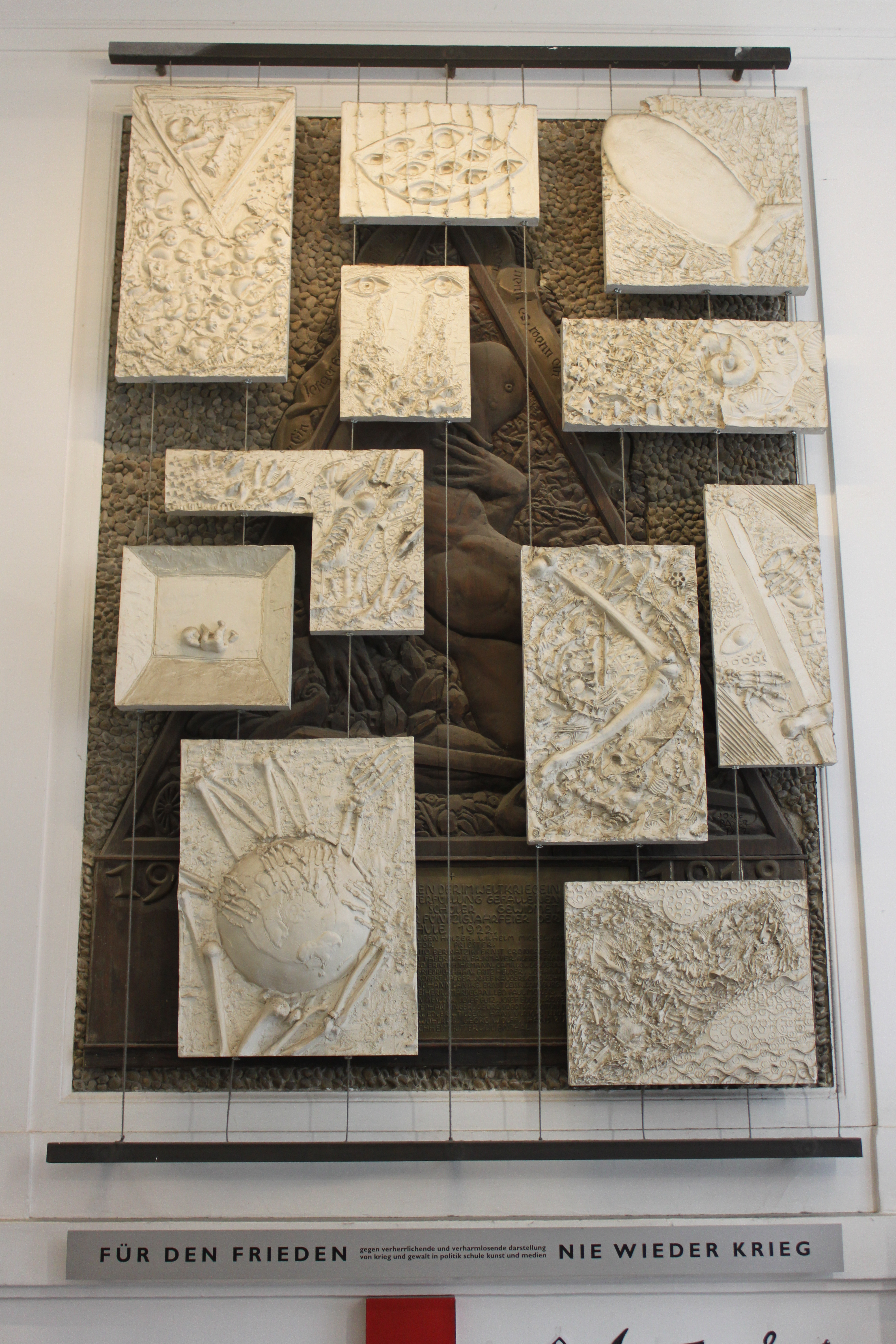
Das in einem Schülerprojekt verhängte Kriegerdenkmal

Das Bundesgymnasium Stubenbastei, auch GRG Wien 1 genannt, ist ein seit 1872 bestehendes Gymnasium im 1. Wiener Gemeindebezirk Innere Stadt. Das Schulgebäude steht unter Denkmalschutz.

## Geschichte

### Vorläufiges Quartier in der Hegelgasse 3/Schellinggasse
Eröffnet wurde die Schule durch kaiserliche Entschließung vom 13. Februar 1872 als Staatsgymnasium in der Inneren Stadt im Oktober des gleichen Jahres – provisorisch noch untergebracht im staatlichen Pädagogikum (= Lehrerbildungsanstalt) in der Schellinggasse 11, also nicht weit von ihrem heutigen Standort. Allerdings verzögerte die wirtschaftliche Entwicklung aufgrund des Wiener Börsenkrachs von 1873, dass ein weiterer Ausbau sofort stattfinden konnte. 1875 wurde dann die Schule als Verlängerung dieses Provisoriums und bis zur Errichtung ihres späteren eigenen Schulgebäudes in der Hegelgasse 3 in ein Wohnhaus eingemietet. Für die nun zur Verfügung stehende etwas größere Nutzfläche war ein Jahresmietzins von 13.000 Gulden (etwa 158.209 Euro) veranschlagt.
Der Ursprung der Schule liegt damit in der prosperierenden Epoche der Gründerzeit und des Baus der Wiener Ringstraße. Deren Bebauungszone beginnt mit ihrem geplanten Straßenraster geradewegs vor dem heutigen Schulstandort/Schultor auf der anderen Straßenseite der Stubenbastei.
Die Schule erhielt 1879 den Namen k. k. Franz-Joseph-Gymnasium. Von Anfang an waren – wie die alten Kataloge (= Schülerakten / Notenbögen) zeigen – Schüler katholischen und mosaischen Glaubensbekenntnisses etwa gleich stark vertreten. Die Knaben entstammten dem Bürgertum. Die meisten Eltern der mosaischen Schüler waren überwiegend aus den Städten der benachbarten Kronländer zugezogen. Gerade in den ersten Jahrzehnten war die Schule daher ein Katalysator in dem Assimilationsprozess einer Migrantenschicht, der es sehr stark daran gelegen war, dass ihre Kinder – oft auch unter Entbehrungen – die Aufstiegschancen durch Bildung ergriffen. Bei der ersten Maturitätsprüfung Anfang Juli 1879 bestanden 12 der 17 angetretenen Knaben. 1886 wird die „Location“ (= Reihung und Sitzplatz der Schüler nach ihrer Gesamtleistung) aufgehoben (Anm.: aus dieser Zeit stammen Bezeichnungen wie „Primus“ für den Klassenbesten, oder der Begriff „Eselsbank“ für die letzte Bankreihe).
Um die Jahrhundertwende fanden mit dem wirtschaftlichen Strukturwandel auch die Auseinandersetzungen um die Monopolstellung der humanistischen Gymnasien mit großer Heftigkeit statt. Neben diesem Typ entstanden daher Gymnasien neuen Typs – die sogenannten Realgymnasien. 1908 wurden als Resultat der probeweisen Einführung dieser Gymnasien neuen Typs die Schule in ein Realgymnasium (k. k. Franz-Joseph-Realgymnasium) umgewandelt. Anstelle des Griechischen wurde Französisch unterrichtet, mathematisch-naturwissenschaftliche Gegenstände bekamen mehr Gewicht, Geometrie kam dazu. Das brachte der Schule einen Zustrom neuer Schüler. 1909 erfolgte die erstmalige Durchführung einer Schülerreise als Bildungsfahrt (für die die Stubenbastei später legendär sein wird) mit dem Ziel Rom – 1911/1912 dann ein erster Schulschikurs in Hütteldorf. 1913 gewinnt die Schulmannschaft beim „Ersten Mittelschulmannschafts-Ski-Abfahrtsrennen“ am Semmering den 1. Preis.

### Eigenes Schulgebäude Stubenbastei 6–8
Im Jahr 1912 übersiedelte die Schule nach 40 Jahren Untermiete vom ursprünglichen Standort an der Hegelgasse in das nicht weit davon im 1. Bezirk gelegene neue Gebäude auf den heutigen Standort an der Stubenbastei 6–8 nahe dem Stubentor, wo sie sich trotz wechselvoller Ereignisse auch heute noch befindet. Dieser Umzug war besonders den Bemühungen von Direktor Weihrich zu verdanken. Er finanzierte auf eigene Kosten Planstudien, bemühte sich um geeignete Baugründe und wies das k. k. Ministerium immer wieder auf die unerträgliche Unterrichtssituation hin. Er argumentierte aber auch damit, dass die bisherig angelaufenen Mietskosten die Kosten eines Schulneubaus bereits übertroffen hätten. Laut NOWOTNY (1972, S. 11) wurde er daraufhin von der Schulbehörde gemaßregelt und ihm jede weitere Bemühungen untersagt. Direktor Weihrich zog die Konsequenzen und trat in den Ruhestand. 1911 aber wurde dann doch auf den Gründen des ehemaligen Jakoberhofes der erste Spatenstich getan. Verzögerungen hatte es auch gegeben, weil das Justizministerium dieses Grundstück eigentlich für eine Erweiterung des Handelsgerichtsgebäudes auf der Baublockrückseite in der Riemergasse ins Auge gefasst hatte. Diese und eine dazugekaufte Parzelle Ecke Zedlitzgasse waren jedoch noch immer so eng, dass weder Pausenhof, noch Turnplatz errichtet werden konnten, wie ihn andere Gymnasien auch im dichtverbauten Stadtgebiet von Wien haben. Bei den Bauarbeiten fand man nicht nur Reste (Kasematten) der alten Stadtmauer, sondern auch Waffen- und Knochenreste, die auf die Zeit Zweite Wiener Türkenbelagerung datiert wurden. Nach nur 13-monatiger Bauzeit (Architekt: Gustav Sachs) war das neue Schulhaus auf der Stubenbastei bezugsfertig. Modern ausgelegt für 12 Klassen, zusätzlich einer Reihe von Lehr- und Übungsräumen und einem großen Erholungsraum im fünften Stock.
Eine „Kaiser-Franz-Joseph-Jubiläumsstiftung“ (1898) konnte über die Zinsen ihres beträchtlichen Vermögens (1917 etwa lt. Novotny 1972 S. 12 – waren es 35.562 Kronen) jährlich auch einige Stipendien an Schüler verleihen. Dieses Vermögen zerbröselte im wahrsten Sinn des Wortes nach dem Krieg in der Inflationszeit die Deutschösterreich traf. Sie wurde – inaktiv geworden seit 1919 – 1932 aufgelöst, nachdem ihr Vermögen nur mehr 1 Schilling und 20 Groschen betrug.

#### Erster Weltkrieg
In den Kriegsjahren September 1914 bis Jänner 1918 fand in der Schule Wechselunterricht statt: Grund ist die Unterbringung der Klassen des nahegelegenen Akademischen Gymnasiums, dessen Haus als Notlazarett diente, im Gebäude der Stubenbastei. Der Krieg zeigte sich auch 1915/16 mit der Einführung militärischer Übungen für die Schüler der Oberstufe. Wegen einer schweren Grippeepidemie musste der Unterricht zwischen 4. Oktober und 6. November 1918 ausgesetzt werden.

#### 1. Republik
Im Schuljahr 1919/20 wurden erstmals auch Mädchen an der Stubenbastei aufgenommen. 1921 erstmalige Konstituierung eines Elternvereins an der seit diesem Jahr auch in „Bundesrealgymnasium Wien 1“ benannten Schule. Sie stand unter der Leitung des Sozialdemokraten Radnitzky, einem engen Mitarbeiter des Schulreformers Otto Glöckel. Daher wurde er nach den Februarereignissen 1934 zwangspensioniert.
1922/23 wurde in der Schule das Gaslicht durch eine elektrische Beleuchtung ersetzt und im Zuge dieser Umbauarbeiten auch der große Festsaal mit Bühne im 5. Stock ausgebaut. Am Flachdach entstand auch ein Garten. 1928/29 wurden die 1. und 2. Klassen (= 5. bzw. 6. Schulstufe) aufsteigend nach den neuen Lehrplänen auf Grund des Mittelschulgesetzes vom 2. August 1927 unterrichtet. Die Klassengrößen der Unterstufen lagen laut Katalogseintragungen in den 1930er Jahren weit über 40 Schüler.

#### Anschluss
Schon am 17. März 1938 kurz nach dem Anschluss Österreichs (und noch vor der sogenannten Volksabstimmung am 10. April 1938 dazu!) wurden per Erlass (Zl.: 2213/1-IIa-1938) Direktor Jungwirth sowie vier Professoren ihres Amtes enthoben, drei weitere Lehrer wurden versetzt und ein kommissarischer neuer Leiter (Tschernach – Lehrer für M, Geometrie) eingesetzt. Am 19. März wurde der Lehrkörper auf den Führer und Reichskanzler vereidigt. Am 25. März regelte ein Erlass die Einführung des „Deutschen Grußes“ jeweils am Beginn und Ende jeder Stunde! Bis Pfingsten 1938 absolvierten acht willfährige Lehrkräfte im Sinne der Umerziehung NS-Führerschullehrgänge. Das Vorwort des Jahresberichts 1938 (die Schule hatte damals 16 Klassen) ist ein Zeitdokument: Dort schrieb der neu eingesetzte Direktor „... wurden zunächst alle jüdischen Lehrer enthoben, wodurch der beschämende und widernatürliche Zustand, daß Juden arische Kinder unterrichten, ein Ende gesetzt war, so folgte in kürzester Zeit die Trennung der arischen von den jüdischen Schülern; damit strömte auch in unsere Anstalt, die wohl seit ihrem Bestand zum erstenmal judenfrei war, förmlich fühlbar reine, frische Luft ein. Schon am 29. April konnten wir die uns neu zugewiesenen arischen Schüler aus dem II. Bezirk empfangen, die Bahn war frei gemacht für jene großen Aufgaben, die die Schule im nationalsozialistischen Staat zu erfüllen hat. … Unsere neue Schule muß ferner die ihr anvertraute Jugend so früh als möglich mit den aus der besonderen Lage Deutschlands sich ergebenden Problemen, die durch den Mangel an Raum und Rohstoffen bedingt sind, bekanntmachen und den jungen Leuten immer wieder vor Augen führen, welche schweren Aufgaben später an sie herantreten werden. Die Zeiten, wo viele junge Menschen lediglich studierten, um eine sogenannte allgemeine Bildung zu erwerben und dann glaubten, voll Bildungsdünkel auf alle Schaffenden herabsehen zu können, sind endgültig vorbei!“
Ebenfalls interessant ist die damals im Sommer 1938 abgehaltene Reifeprüfung: Noch aus der Schulreformzeit stammten sogenannte „Hausarbeiten“ (zur Matura verfasst – wie sie 2015 wieder als VWA auftauchen): „Die Donau, eine Großwasserstraße“ (Gg); „Prinz Eugens Beziehungen zur Kunst und Wissenschaft“ (H = Geschichte); „Das menschliche Auge“ (Ng); „Treibstoffe“ (Ch); „Tirol von 1805–1815“ (H); „Herstellung einer Streustrahlenblende“ (Ph); „Modell-Dispersionsfilter“ (Ph); „Das Haar des Menschen“ (Ng). Aufschlussreich sind auch die ab 30. Mai zur schriftlichen Matura gestellten (neuen) Themen: In Deutsch zur Auswahl: „1. Ostern 1938, das Ende der deutschen Passion; 2. Technik und Chemie, die deutschen Großmächte; 3. Agnes Bernauer, Gemeinnutz geht vor Eigennutz“. Daneben gab es noch schriftliche Prüfungen in Latein und in Französisch – dort stach nur in der 8b das 3. Wahlthema hervor: „L'Anschluss (le rattachement)“. Umgekehrt hatte nur ein Beispiel der Matura in Mathematik – diesmal bei der 8a – eine einschlägige Fragestellung: „Zwei Artilleriebeobachter A und B, deren gegenseitige Entfernung a ist sehen das Mündungsfeuer einer feindlichen Batterie C unter dem Winkel BAC = Alpha und ABC = Beta, während sie die eigene rückwärts liegende Batterie D unter dem Winkel BAD = Gamma und ABD = Delta sehen. Wie weit ist die eigene Batterie von der feindlichen entfernt und welche Seite bezl. des Hilfszieles A erhält die eigene Batterie beim Beschießen der feindlichen? (a= 1950 m, Alpha = 22.30; Beta = 12.36, Gamma = 49.30, Delta = 73.48)“. Von den 12 bzw. 32 in den beiden Klassen von 1938 für reif erklärten Schülern gaben in der 8 a zwei, in der 8 b hingegen 12 den Berufswunsch Offizier an. Interessant ist ein weiterer Vergleich zu heute – die überwiegende andere Zahl der Absolventen gab technische oder naturwissenschaftliche Studienrichtungen als ihr weiteres Ziel an.
Ende April 1938 wurden so infolge des deutschen Einmarsches und der Machtübernahme durch die Nationalsozialisten 274 von 634 Schülern, die nach den Rassegesetzen des Dritten Reichs als „rassisch minderwertig“ bezeichnet wurden, fast ausschließlich jüdischer Abkunft, gezwungen, die Schule zu verlassen. Sie wurden zunächst im RG II dem, damals in der Kleinen Sperlgasse noch angesiedelten, heutigen Sigmund-Freud-Gymnasium zusammengezogen.
Nachsatz: Im Juni 1986 erfolgte auf Initiative von Lehrern des Gymnasiums in einem Festakt durch den Bundesminister für Unterricht, Herbert Moritz eine späte Ehrenmatura an folgende ehemalige Schüler der 6a und 6b des Jahrganges 1937/38: Arthur Cooper, Henry Grunwald, Herbert Lamm, Paul Lynton, Egon Schwarz, Georg Temmer, Eric Kruh, John K. Kautsky.

#### Zweiter Weltkrieg
Während des Zweiten Weltkriegs wurde das Schulhaus mehrmals für Wehrmachtszwecke beschlagnahmt, Klassen auswärts untergebracht (etwa 1941 in der Oberschule für Jungen, Radetzkystraße im 3. Bezirk, 1942 8. Klassen im Akademischen Gymnasium, 1944 in der Oberschule, Schottenbastei im 1. Bezirk).
In dieser Zeit wurden alle Jugendliche der Schule immer wieder zu Hilfsdiensten bzw. zum Reichsarbeitsdienst herangezogen. Im Winter 1942/43 begann wegen Verdunkelungsmaßnahmen der Unterricht erst um 9 Uhr, die Unterrichtsstunden wurden auf 35–40 Minuten gekürzt. 1944 wurden Unterstufenschüler ins Kinderlandsverschickungsheim Klamm am Semmering gebracht. Oberstufenschüler wurden als Luftwaffenhelfer eingezogen.
Die in der 7.b Klasse 1943/44 als Luftwaffenhelfer eingezogenen Schüler Franz Putschi, Ernst Krivanec, Friedrich Leibnitz und Anton Sieberer wurden nach einer Anklage ihres vorgesetzten Oberleutnants vom 5. April 1944 durch ein Feldgericht am 22. April 1944 wegen Zersetzung der Wehrkraft verurteilt (u. a. drückten sie ihrer Meinung aus, dass „der Krieg ein baldiges Ende finden werde, da ihn Deutschland schon verloren habe….“), und sie eine Widerstandsgruppe aufzubauen versucht hatten. Sie bekamen drei Monate Jugendgefängnis Kaiser-Ebersdorf und wurden nach einem Erlass des Reichsministeriums für Erziehung und Volksbildung von sämtlichen höheren Schulen verwiesen.
Am 5. November 1944 wurde bei einem Luftangriff das Schulhaus getroffen und beschädigt. Es sollte nicht der einzige Kriegsschaden sein. Zahlreiche Schüler und Lehrer hatte man zunehmend in den Kriegsdienst der Wehrmacht und des Volkssturm einberufen. Im Katalog der 8. Klassen gingen etwa im Februar 1944 von 34 Schülern 17 als Luftwaffenhelfer an die Batterie Johannesberg (= am Südostabhang des Laaer Bergs) von der Schule früher ab. Die sogenannte „Kriegsmatura“ erfolgte damals schon im Februar!
Ein Erlass vom 22. Februar 1944 verfügte, dass wegen des Rohstoffmangels alle Türklinken aus Messing durch solche aus Holz zu ersetzen seien. Der letzte Erlass, der die Schule erreichte verfügte, dass sich die Lehrer der Schule zu Schanzarbeiten für die Verteidigung Wiens einzufinden hätten. In diesem März 1945 entfernte der langjährige Schulwart Adolf Prochaska die beim Abzug eines deutschen Luftwaffenstabes in den letzten Kriegstagen noch angebrachten Sprengladungen. Auch in den Tagen danach bemühte er sich, das Schulhaus und Inventar vor der anrückenden Roten Armee zu bewahren. Zwischen 6. April und 9. April ging die Front des XXI. Gardeschützenkorps der 3. Ukrainischen Front der Roten Armee über die Innere Stadt hinweg. Am 10. April war die deutsche Front dann hinter den Donaukanal zurückgenommen worden.

#### 2. Republik
Als Ende April 1945 in Wien die Kampfhandlungen beendet waren, besetzte sowjetisches Militär die Schule und richtete im Schulgebäude erst ein Notlazarett und dann eine Telefonzentrale ein. Der Unterricht konnte erst 16. August 1945 wieder provisorisch aufgenommen werden. Im Schulhaus waren auch bis 1948 Klassen des RG für Mädchen II. Schützengasse untergebracht. Am 1. September 1946 wurde Radnitzky als Direktor wieder zurückgeholt. Noch am 25. März 1947 wurde festgestellt, dass als Folge der Kriegseinwirkungen noch immer 1359 Fensterscheiben fehlten.
In ihrem Buch „Kinder der Rückkehr“ von Ernst Berger und Ruth Wodak schildern Schüler „die Stubenbastei“ als ein interessantes neues „Biotop“, in dem die unterschiedlichen Strömungen der Nachkriegszeit sich frei entfalten konnten.
Bei den Mittelschulwettkämpfen 25. Juni 1949 siegten im Bundesbewerb Schüler der Anstalt im 1000-Meter-Lauf mit neuer österreichischer Bestzeit von 2.38,7. Ab 1954/55 wurden unter Leitung des damaligen Direktors Franz Häußler Unterrichtsversuche zur Neugestaltung der Oberstufe begonnen. Dabei wurde die Möglichkeit erprobt, den aufgefächerten Unterricht etwas enger zu binden. Ein Thema konnte von verschiedener Sicht (Deutsch, Geschichte, Geographie, Naturgeschichte, Kunst, …) zugleich behandelt werden, einige Lehrer konnten zugleich in einem Stundenblock mit diesem Ziel integriert unterrichten. Auch die Reifeprüfung orientierte sich an solchen Versuchen. Sogenannte „Bildungsfahrten“ waren ein Kulminationspunkt.

## Architektur
Das dreiseitige monumentale späthistoristische Schulgebäude in neobarocken Formen mit einem Mittelrisalit zur Stubenbastei wurde 1911 nach Plänen des Architekten Gustav Sachs (Ministerialrat im k. k. Innenministerium) von den Architekten Hans Miksch und Julian Niedzielski erbaut. Das Vestibül unter einer Kassettendecke hat eine Mitteltreppe mit neobarocker Steinbalustrade. Die Wände im Vestibül haben Wandfelder mit schlichten Stuckrahmen und zeigen links eine Marmorgedenktafel mit einer Bauinschrift und rechts eine bemerkenswerte Gedenktafel für die gefallenen Schulangehörigen des Weltkrieges mit einem monumentalen Relief vom Bildhauer Josef Bayer (1922) – entstanden ist es aus dem damaligen Zeitgeist, und montiert ist es worden unter sozialdemokratischen Direktoren. Schüler der 6B (2002/2003) im Dialog mit den Bildhauern Stefan Buxbaum und Roman Spiess verdeckten teils mit Gussteilen das Kriegerdenkmal und sprachen sich damit (in einer heute anderen Interpretation der Vergangenheit) gegen die verherrlichende und verharmlosenden Darstellung von Krieg und Gewalt aus.

## Besonderheiten heute
1945 wurde auf Wunsch der sowjetischen Besatzungsmacht in der Stubenbastei als einer der wenigen Schulen Wiens Russisch als lebende Fremdsprache eingeführt. Unter diesen zählt das Gymnasium zu der einzigen Schule mit „grundständigem“ (= achtjährigem) Russischunterricht. In diesen Klassen wird ab der 3. dann Englisch als zweite Fremdsprache dazugenommen.
Das brachte der Schule bis heute auch einen starken Zuzug von Schülerinnen aus Osteuropa – Kinder von Kommunisten, Geschäftsleuten, Diplomaten, Flüchtlinge (etwa infolge der Ereignisse 1956, 1968, 1981/1982, ab 1991), ergaben eine bunte Mischung insbesondere in diesen Klassen und prägen weiterhin das multikulturelle Bild und Stil der Schule.
Seit 2008 wird der vom Mathematiker Franz Alt gestiftete Förderungspreis für Fachbereichsarbeiten vergeben.
Als UNESCO-Schule laufen an der Stubenbastei verschiedene Schulpartnerschaftsprojekte, von 2003 bis 2012 ein Schulpartnerschaftsprojekt mit einer Schule im Dorf Ouarmini (ca. 2000 Einwohner), 20 km südlich von Ouagadougou, der Hauptstadt Burkina Fasos. Im Laufe der Jahre entstand daraus ein eigener Verein zur Aufbringung laufender Unterstützung und auch zum Kulturaustausch. 2011 gipfelten diese Kontakte auch in einer Reise einer Wahlpflichtfachgruppe in die Partnerschule. Seit 2012 gibt es eine Schulpartnerschaft mit dem Gymnasiet Rudbeckianska in Västerås, Schweden. Jährliche Treffen mit den schwedischen Partnerschülerinnen und -schülern und Feldforschungsstudienreisen des Wahlpflichtfachs Global Studies vertiefen die gegenseitige Zusammenarbeit. Die Stubenbastei ist auch Mitglied im internationalen Schulnetzwerk Relais de la Mémoire, dessen Ziel die Weitergabe der Erinnerung an die Vernichtung und Vertreibung der jüdischen Mitbürgerinnen und -bürger und die Warnung vor Antisemitismus, Rassismus und Fremdenfeindlichkeit ist.
In den 1980er Jahren wurde im Zuge des Baus der U-Bahn-Station am benachbarten Luegerplatz die als Gegeneinbahn zum Ring stark befahrene Durchgangsstraße vor der Schule endlich verkehrsberuhigt und in eine Fußgängerzone umgestaltet. Dieser Raum wurde in den letzten Jahren durch ein Schulprojekt urbanistisch umgestaltet. Dies erfolgte in mehreren Projektphasen.
2013/14 wurde ein langjähriger Wunsch der Schule erfüllt: ein größerer Umbau ermöglichte die Einrichtung eines neuen, gemeinsamen flächenmäßig erweiterten und moderne Ansprüchen erfüllenden Naturwissenschaftsbereichs (wobei auch der Musiksaal verlegt und neu ausgestattet werden konnte).
In den Schuljahren 2020 (Sommersemester) und 2020/2021 war der Unterricht durch die COVID-19-Pandemie in Österreich stark beeinflusst und stellte Schüler und Lehrkräfte vor neue Herausforderungen. Da Schulen im ganzen Land lange geschlossen gehalten werden mussten, wurde der Unterricht überwiegend im Distance-Learning über das Internet abgehalten. Hier konnte im GRG1 auf langjährige Erfahrungen zurückgegriffen werden.
Der Maturajahrgang 2021 bekam aufgrund des bis in den Mai 2021 in Wien anhaltenden 3. Lockdowns einige Erleichterungen – so waren etwa die ansonsten verpflichtende vorwissenschaftliche Arbeit und auch die mündliche Reifeprüfung durch Erlass des Unterrichtsministeriums ausnahmsweise nur optional. 2022 verfügte das Unterrichtsministerium wieder die mündlichen Reifeprüfungen.

## Bekannte ehemalige Schüler und Lehrer
- der Philosoph Heinrich Gomperz,
- die Schriftsteller Hugo Bettauer, Karl Kraus und Karl Rosner (sie waren Klassenkollegen),
- einige Jahre in der Unterstufe auch Friedrich August von Hayek,
- der Mathematiker und Pionier der Informatik Franz Leopold Alt,
- der Romanist und Literaturtheoretiker Leo Spitzer,
- der Pianist Paul Wittgenstein,
- der Philosoph und Soziologe Edgar Zilsel,
- der Filmregisseur Fred Zinnemann,
- der Regisseur Leopold Lindtberg,
- die Schriftstellerin Hilde Spiel,
- der Journalist, Schriftsteller Hans Habe,
- der Chefredakteur des Timemagazins und spätere US-Botschafter in Wien Henry Grunwald,
- der Sozialpsychologe Friedrich Hacker,
- der Politologe John K. Kautsky,[36]
- der Physiker am MIT und CERN Victor Weisskopf,
- der Psychiater und Neurologe Harald Leupold-Löwenthal,
- der Dramatiker Fritz Habeck,
- die Historiker Erich Zöllner und Friedrich Weissensteiner,
- ein Schuljahr lang – 1944 – auch Helmut Qualtinger,
- der Schauspieler Otto Schenk,
- der Pianist Friedrich Gulda,
- der Komponist Horst Ebenhöh,
- der Schauspieler Rudolf Melichar,
- der Klarinettist Alfred Prinz,
- der Schauspieler Fritz Grieb,
- der Pianist Walter Kamper,
- der Musiker Erwin Ortner,
- der Journalist und Mitbegründer der Grünbewegung in Österreich Günther Nenning,[37]
- die Journalistinnen Elizabeth T. Spira und Susanne Scholl,
- der Germanist Wendelin Schmidt-Dengler,
- der Rechtswissenschaftler Georg Wilhelm,
- der Zeithistoriker Hans Hautmann,
- der TU-Professor (i. R.) Wirtschaftsmathematik Alexander Mehlmann
- der bildende Künstler Mario Terzic,
- der Kabarettist Wolfgang Katzer,
- der Diplomat Gregor Woschnagg,
- der Rechtsanwalt Georg Zanger,
- der Fernsehmoderator und Model Fabian Kissler,
- der EU-Kommissionsbeamte Wolfgang Streitenberger,
- der Wirtschaftsgeograph Univ. Prof. an der WU Klaus Peter Arnold,
- der Historiker Christian Cwik[38],
- der Physiker und Nobelpreisträger Walter Kohn.
- der Wohnungswirt Helmut Puchebner.

Eine Absolventenliste ab dem Jahr 1900 ist in der Chronik auf der Schulwebsite einsehbar.
Zu den bekannt gewordenen Lehrern der Anstalt gehören
- der Altphilologe und Lexikograph Joseph Maria Stowasser,
- sein Kollege Heinrich Stephan Sedlmayer,
- der Zoologe Paul Pfurtscheller,
- der bildende Künstler Josef Stoitzner,
- der Anglist Hans Pinsker,
- der Hochschulprofessor für Musikpädagogik Eberhard Würzl (nichtaufgedecktes ehem. Mitglied der Widerstandsgruppe Roman Scholz – vgl. Jb. 2001/2002, S. 62f),
- der Physiker und Gründer der Zeitschrift „Wissenschaftliche Nachrichten“ Walter Kranzer,
- der Geographie- u. Wirtschaftskunde-Didaktiker Wolfgang Sitte,
- der spätere Weihbischof Helmut Krätzl.

## Leitung
- 1872–1874 Karl Schmidt (L(atein), GR(iechisch)) – dann Dir. des Akademischen Gymnasiums
- 1874–1890 Karl Burkhard (L, GR) – Pensionierung
- 1890–1894 Stephan Kapp (L, GR, E(nglisch), F(ranzösisch)) – Ernennung zum Landesschulinspektor
- 1894–1902 Ignaz Wallentin (M(athematik), Ph(ysik)) – vorher Dir. am Staatsgym. Troppau – dann Ernennung zum Landesschulinspektor
- 1902–1908 Franz Weihrich (D(eutsch), L, Phil(ilosophie)) – hatte vorher die Leitung des Unterrichts der Kinder des Erzherzogs Carl Ludwig
- 1908–1920 Karl Klement (L, GR)
- 1920–1922 Alois Brommel (M, Ph) – Ernennung zum Landesschulinspektor
- 1922–1934 Johann Radnitzky (L, GR) – enthoben aus politischen Gründen 12. März 1934 – wiederbestellt 1. September 1946
- 1934–1934 Sept. prov. Leiter Franz Neugebauer (Ng, M)
- 1934–1938 Heinrich Jungwirt (L, GR, D) – enthoben aus politischen Gründen 17. März 1938 – dann pensioniert
- 1938–1943 Julius Tschernach (M, Geometrie) – wird zum Leiter der Oberschule für Jungen Mödling
- 1943–1945 Johann Schikola (D, L) – bis April 1945
- 1945–1945 Sept. prov. Sachwalter Fritz Opawa (Ng (= Biologie), M, Ph) danach Ernennung zum Dir. BRG Wien XVIII
- 1946–1949 Wiederbestellung Dr. Radnitzky – bis zu seiner Pensionierung
- 1950–1953 Leiter Norbert Krejcik (D, E, Stenographie)- bleibt auch Leiter nach Ernennung Starks – danach Dir. BG Wien XVIII
- (1951–1958) Felix Stark (M, Ph) – als Dir. dem Stadtschulrat als Personalreferent zugeteilt, danach Landesschulinspektor
- 1954/1958–1958 Leiter für Stark, 1958 Franz Häußler (D, F, Phil) bis zu seinem plötzlichen Tod
- 1959–1972 Ernst Novotny (D, L, Phil) – Ernennung zum Landesschulinspektor
- 1972–1992 Karl Hecht (D, H) – bis zu seiner Pensionierung
- 1992 Februar bis August prov. Leitung durch Eugen Lukaschek (Bio, M, LüK, GZ)
- 1992–2002 Margit Auer (E, H) – danach Landesschulinspektor und Leitung der AHS-Abt. in der Bildungsdirektion für Wien
- 2002–2003 prov. Leitung durch Marianne Schröder (D,H)
- 2003–2009 Gabriele Dangl (M, F) – danach Landesschulinspektor und Leitung der AHS-Abt. in der Bildungsdirektion für Wien
- 2009–2010 prov. Leitung durch Administrator Carl Metnitz (Inf, D, H)
- 2010–2022 Nina Hochleitner (M, F) – danach Qualitätsmanagement in der Bildungsdirektion für Wien
- 2022 Jänner bis August prov. Leitung durch Klaus Huber (M, H)
- 2022 ab September Leitung durch Horst Eichinger (Psy(chologie), Phil, G(eschichte), P(olitische) B(ildung))